# Schetsplaat

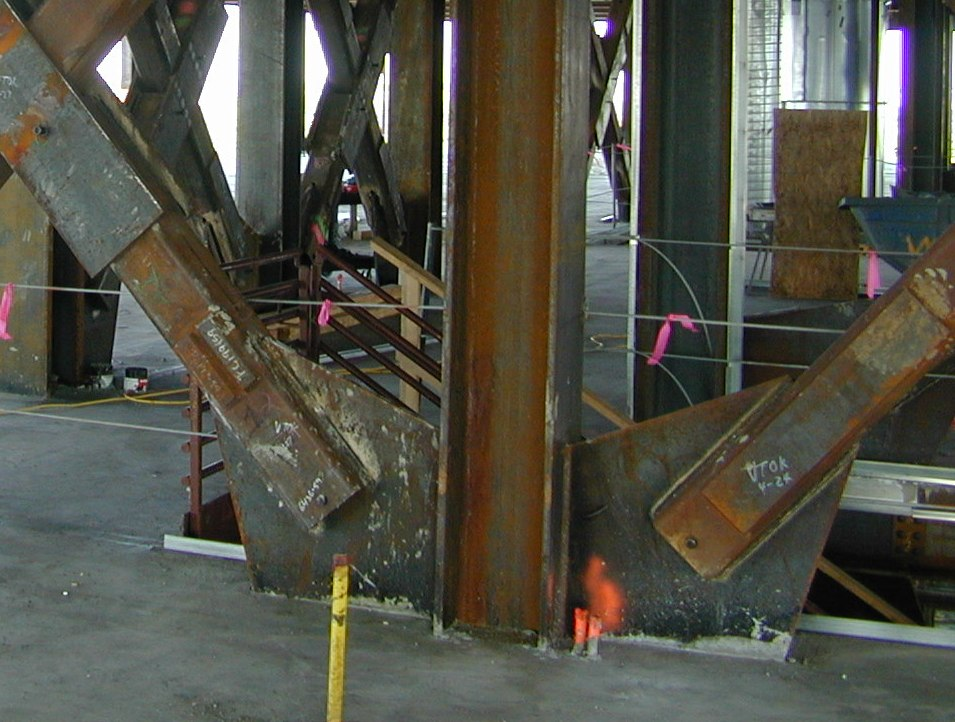
Twee schetsplaten verbinden stalen balken

Een schetsplaat is een stalen plaat die gebruikt wordt om verschillende constructie-onderdelen met elkaar te verbinden. De plaat kan met lassen, bouten of klinknagels verbonden worden.

## Materialen
Schetsplaten zijn meestal gemaakt van koudgewalst of gegalvaniseerd staal, op basis van hun gebruik. Gegalvaniseerd staal biedt meer bescherming tegen roest, dus dit wordt meestal gebruikt wanneer de knoopplaat wordt blootgesteld aan de elementen. De knoopplaat is meestal geverfd om staal en armaturen in de buurt te matchen en een extra beschermingslaag te geven.
Af en toe zijn schetsplaten gemaakt van koper of aluminium, maar alleen met kleine structuren die niet veel ondersteuning nodig hebben.